# Dolophilodes retrocurvata
Dolophilodes retrocurvata là một loài Trichoptera trong họ Philopotamidae. Chúng phân bố ở miền Cổ bắc.